# Crumomyia deemingi
Crumomyia deemingi är en tvåvingeart som först beskrevs av Walter Leopold Victor Hackman 1965.  Crumomyia deemingi ingår i släktet Crumomyia och familjen hoppflugor. Inga underarter finns listade i Catalogue of Life.